# Mirepeix
Mirepeix é uma comuna francesa na região administrativa da Nova Aquitânia, no departamento dos Pirenéus Atlânticos. Estende-se por uma área de 3,29 km². Em 2010 a comuna tinha 1 293 habitantes (densidade: 393 hab./km²).